# Радегунда
Радегунда (лат. Radegundis; також Rhadegund, Radegonde або Radigund; прибл. 520 — 13 серпня 587) — тюринзька принцеса та королева франків, яка заснувала абатство Святого Хреста в Пуатьє. Відома покровителька кількох церков у Франції та Англії, а також Ісусового коледжу в Кембриджі («Коледж Пресвятої Діви Марії, Святого Іоанна Євангеліста та славетної Діви Святої Радегунди поблизу Кембриджа»).

## Життєпис

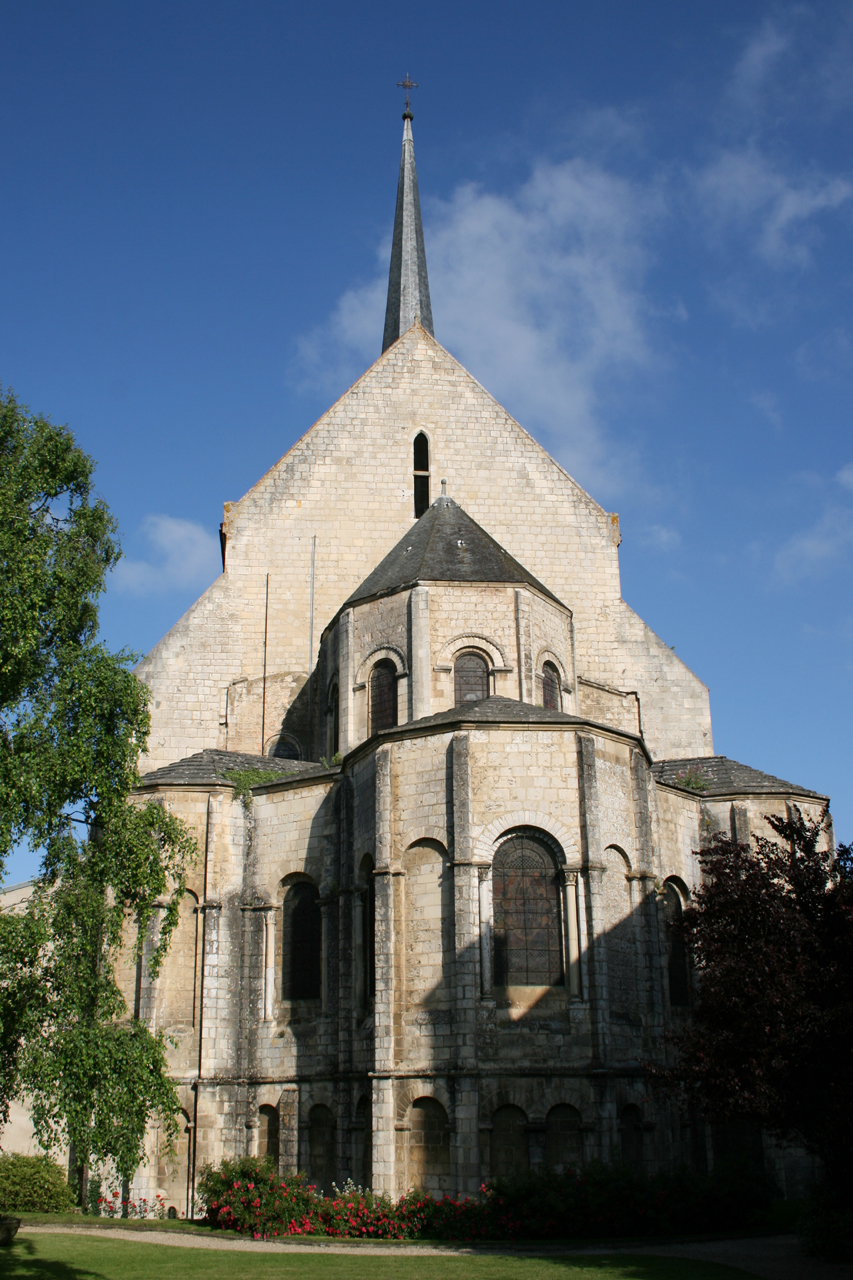
Церква Св. Радегонди (Пуатьє)

Радегунда народилася близько 520 року в сім'ї Бертахара, одного з трьох королів німецької землі Тюрингії. Дядько Радегунди, Герменефред, убив Бертахара в битві та взяв Радегунду до свого будинку. Після унії із франкським королем Теодоріхом Герменефред переміг свого іншого брата Бадеріха. Однак, розгромивши своїх братів і захопивши контроль над Тюрингією, Германефред відмовився від своєї угоди з Теодоріхом про розділення суверенітету.
У 531 році Теодоріх разом зі своїм братом Хлотаром I (також відомим як Клотер) повернувся до Тюрингії. Разом вони перемогли Германефреда і завоювали його королівство. Хлотар I також оголосив про одруження з Радегундою, забравши її назад до Меровінгської Галлії з собою. Він відправив дитину на свою віллу в Атієсі в Пікардії на кілька років, перш ніж одружитися з нею в 540 році.
Радегунда була однією з шести дружин або наложниць Хлотара I (інші п'ять — Гунтевка, яка була вдовою його брата Хлодомера, Гунсіна, Інгунда, сестра Інгунди Арегунда та Вульдетрада, вдова внучатого племінника Клотера Теудебальда). У неї з ним дітей не було. Радегунда була відома своїм благочестям.
До 545 року брат Радегунди залишався останнім вижилим членом тюринзької королівської родини. Хлотар наказав його вбити. Радегунда втекла із двору і звернулася за захистом до Церкви, переконавши єпископа Нуайона Медарда, висвятити її в диякониси. Вона заснувала монастир Сент-Круа в Пуатьє приблизно в 560 році, де доглядала немічних. Вважалося, що Радегунда мала ще й дар зцілення.
Живучи за Уставом для дів Цезарія Арльського, який Радегунда отримала від своєї племінниці Цезарії, черниці повинні були вміти читати й писати, а також приділяти кілька годин на день читанню Святого Письма та, перш за все, копіюванню рукописів, а також виконанню традиційних завдань, таких як ткацтво та рукоділля. Це Правило суворо обмежувало жінок, аж до того, що черниці Сент-Круа не могли бути присутніми на похоронах Радегунди.
Її абатство було названо на честь реліквії Животворного Хреста, яку Радегунда отримала від візантійського імператора Юстина II. Хоча єпископ Маровеус з Пуатьє відмовився встановити його в абатстві, на прохання Радегунди король франків Сігіберт I послав Євфронія з Тура до Пуатьє для проведення церемонії. Щоб відсвяткувати отримання реліквії та її встановлення на острові Сент-Круа, Венанцій Фортунат склав низку гімнів, у тому числі знаменитий Vexilla Regis, який вважається одним із найвизначніших християнських гімнів, коли-небудь написаних, який досі співається на службах у Страсну п'ятницю, на Вербну неділю, а також Воздвиження Хреста Господнього.
Радегунда була близьким другом Юніана Мерського. На думку більшості дослідників, Юніан та Радегунда померли в один день, 13 серпня 587 року.

## Аскетизм
Радегунда була відома своєю аскетичною поведінкою і була описана як «надзвичайна аскетка». Вона дотримувалася веганської дієти, відмовляючись від усіх продуктів тваринного походження. Вона не їла нічого, крім бобових і овочів: ні фруктів, ні риби, ні яєць.
Радегунда також утримувалася від вживання вина, меду та пива. Під час посту вона утримувалася від вживання хліба, олії та солі, пила лише трохи води. Вона діяла всупереч порадам інших, які попереджали її, що такий крайній аскетизм може призвести до її хвороби. Вона зв'язала свою шию та руки трьома залізними кільцями; через це її тіло було сильно порізане. Одного разу Радегунда нагріла мідний хрест і притиснула його до свого тіла.

## Літературні зв'язки
Поет Венанцій Фортунат і єпископ, агіограф та історик Григорій Турський були близькими друзями Радегунди і багато писали про неї. Вона написала латинською мовою вірші Фортунату на табличках, які були втрачені. Вважається, що вони були близькими, і відносини Фортуната з Радегундою, скоріше всього, були дружніми. Існує дві поеми, написані у стилі письма Радегунди, De Excidio Thoringiae та Ad Artachin. Хоча припускають, що їх написав Венанцій, більшість істориків вважають саме її автором.
Ще одна біографія була написана черницею Баудовінією після повстання в абатстві, описаного Григорієм Турським.
Похорон Радегунди, на якому були присутні Венанцій Фортунат та Григорій Турський, відбувся через три дні після її смерті. Її поховали в церкві Святої Радегунди в Пуатьє. Її могилу все ще можна знайти в крипті тієї церкви. У 1260-х роках в ході оздоблення церкви планувалося виготовлення та встановлення вітражів, що зображували життя Радегунди. Пізніше вони були значною мірою зруйновані гугенотами.
У своїй книзі Woman Under Monasticism: Chapters on Saint-Lore and Convent Life between 500 AD and 1500 AD (1896) Ліна Еккенштейн привернула увагу сучасних читачів до повстання черниць у Пуатьє після смерті Радегунди, під час якого та потім ще два роки вони відмовлялися прийняти нову абатису, призначену керувати чоловічою католицькою ієрархією.

## Атрибутика
Її зазвичай зображують «з царськими мантіями, короною та скіпетром», а поруч є «вовки та дикі звірі», які є ручними в її присутності. Також: «Крос'є і книга. Поле вівса. Білий головний убір, туніка з ліліями, мантія з замками».

## Ушанування пам'яті

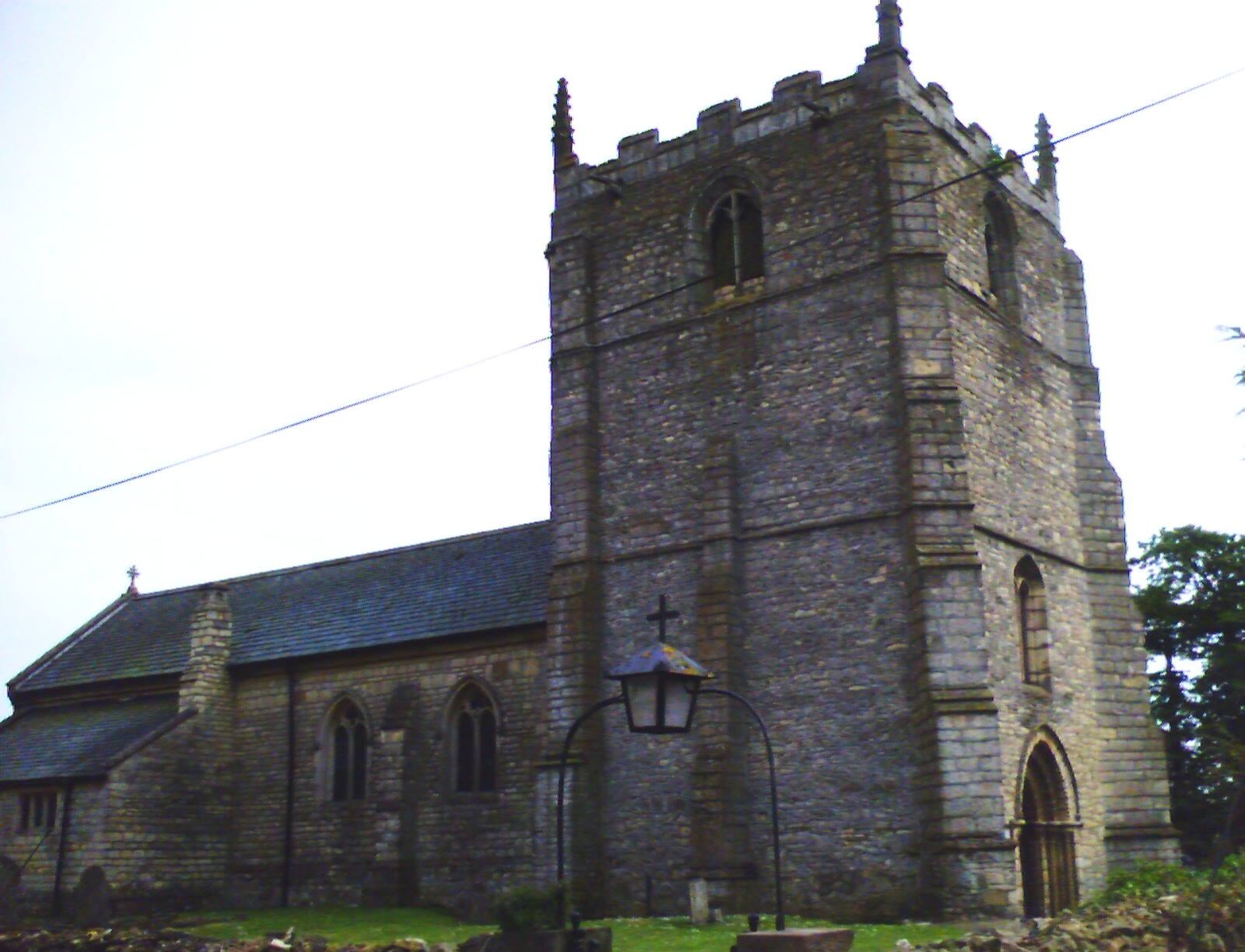
Церква Святої Радегунди, Грейінгем, Лінкольншир, Англія

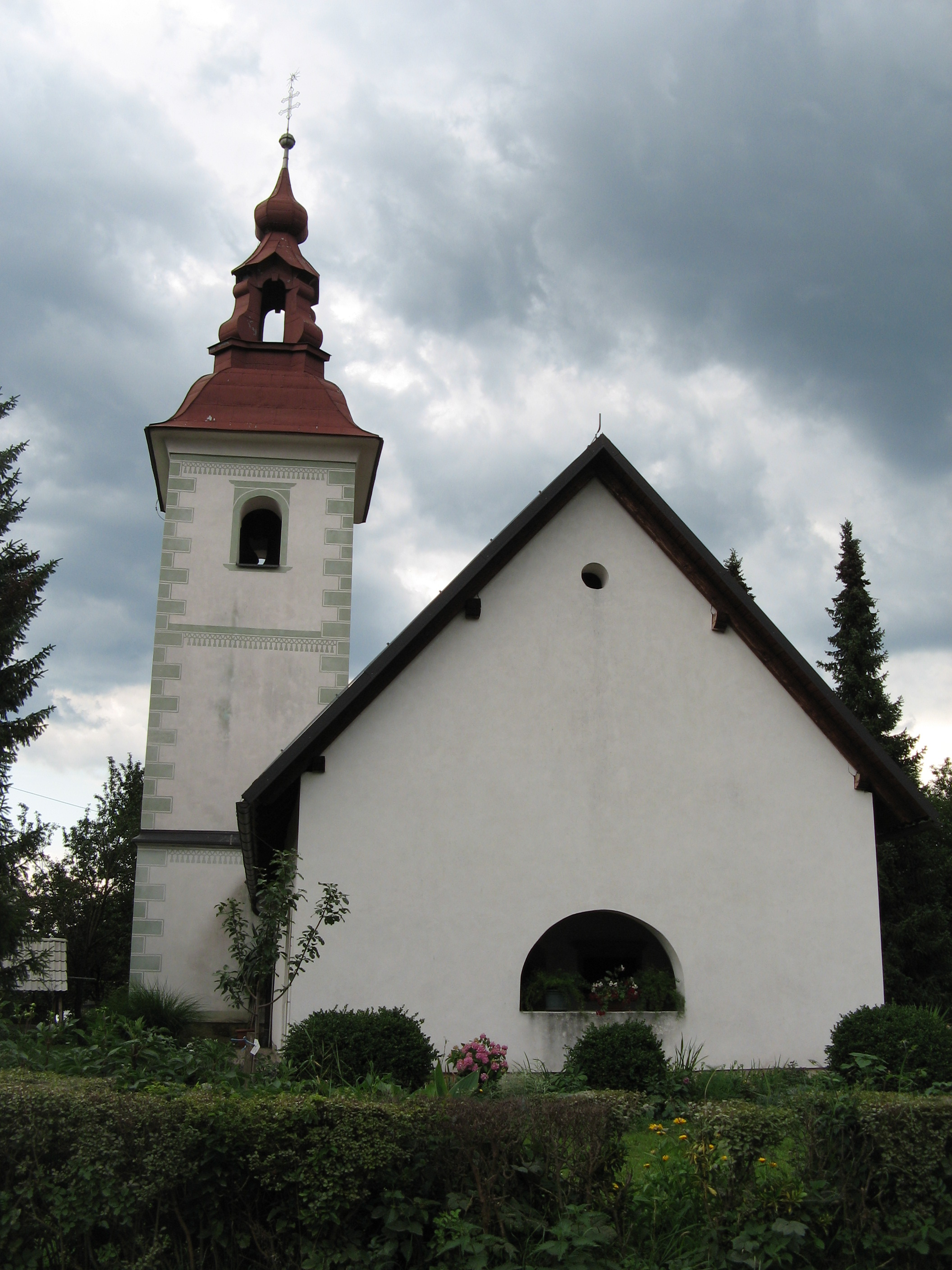
Церква Св. Радегунди, Брег (Жировніца), Словенія

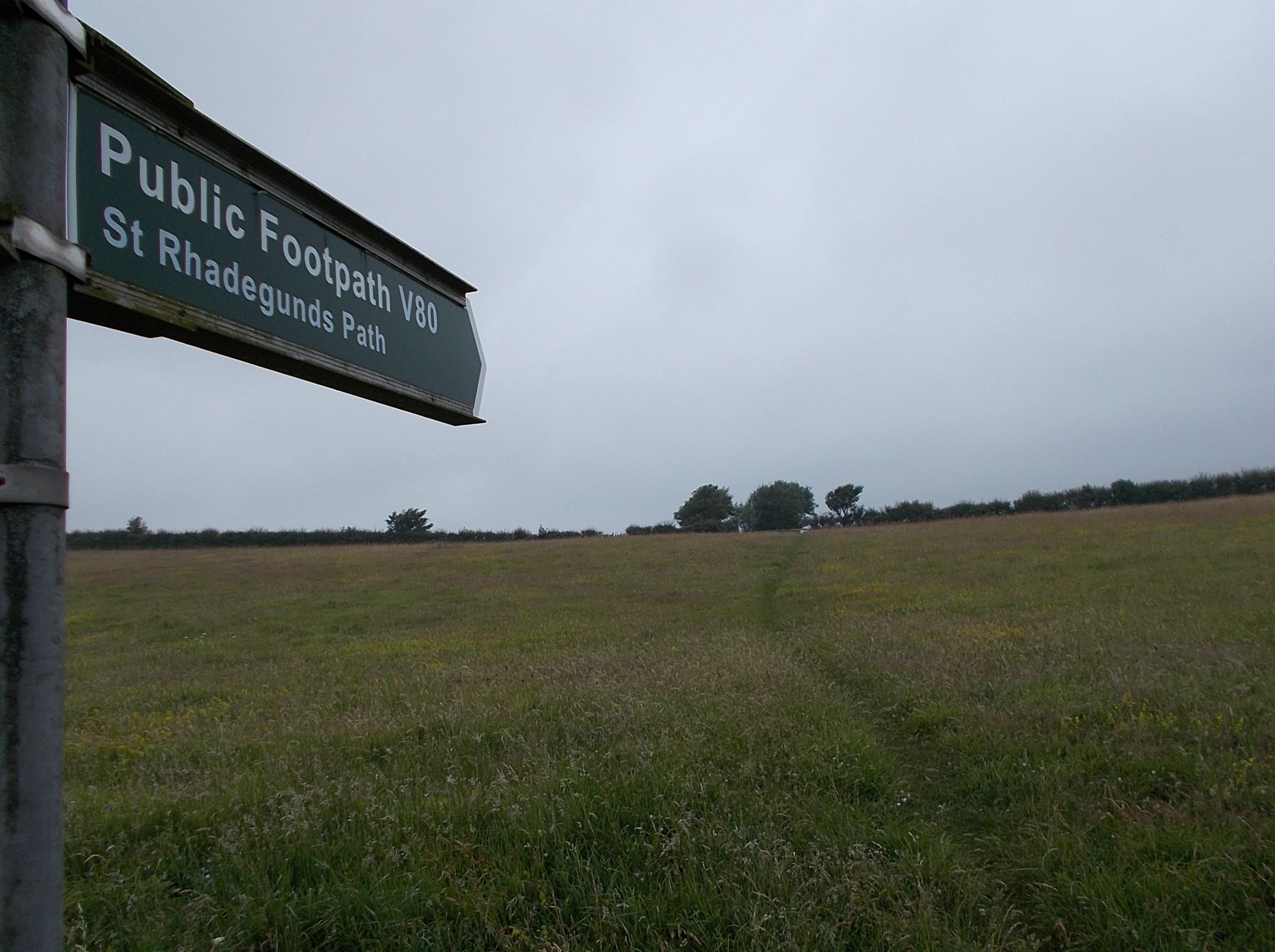
Стежка Св. Радегунди, острів Вайт, Англія, названа на честь освячення сусідньої церкви Св. Марії та Св. Радегунди, Вітвелл

Її іменем названо п'ять англійських парафіяльних церков, а також декілька каплиць, зокрема, в Старому соборі Святого Павла, а також у соборах Глостера, Лічфілда та Ексетера. Абатство Св. Радегунди поблизу Дувра було засноване на її честь у 1191 році, а також монастир Лонгліт у Вілтширі. Вона також є покровителькою Коледжу Ісуса в Кембриджі, який був заснований на місці Пріорату Святої Марії та Святої Радегунди XII століття.
На її честь названо паб Св. Радегунди в Кембриджі. Конференц-центр Святої Радагунди на острові Вайт також названий на її честь. У Франції є багато місць під назвою Сент-Радегонд.
У Австрії є два місця, названі на честь святої Радегунди. Санкт-Радегунд у Верхній Австрії — муніципалітет округу Браунау-ам-Інн, розташований на західній околиці регіону Іннфіртель, де річка Зальцах утворює кордон із німецькою землею Баварія. Свята Радегунда також є тезкою Санкт-Радегунд-бай-Грац, муніципалітету в окрузі Грац-Умгебунг в австрійській землі Штирія.
Поруч із руїнами замку Мюльбург, який можна датувати 704 роком, над селом Мюльберг у Тюрингії в Німеччині зберігся фундамент каплиці, присвяченої святій Радегунді.